# Putschversuch in Bolivien 2024

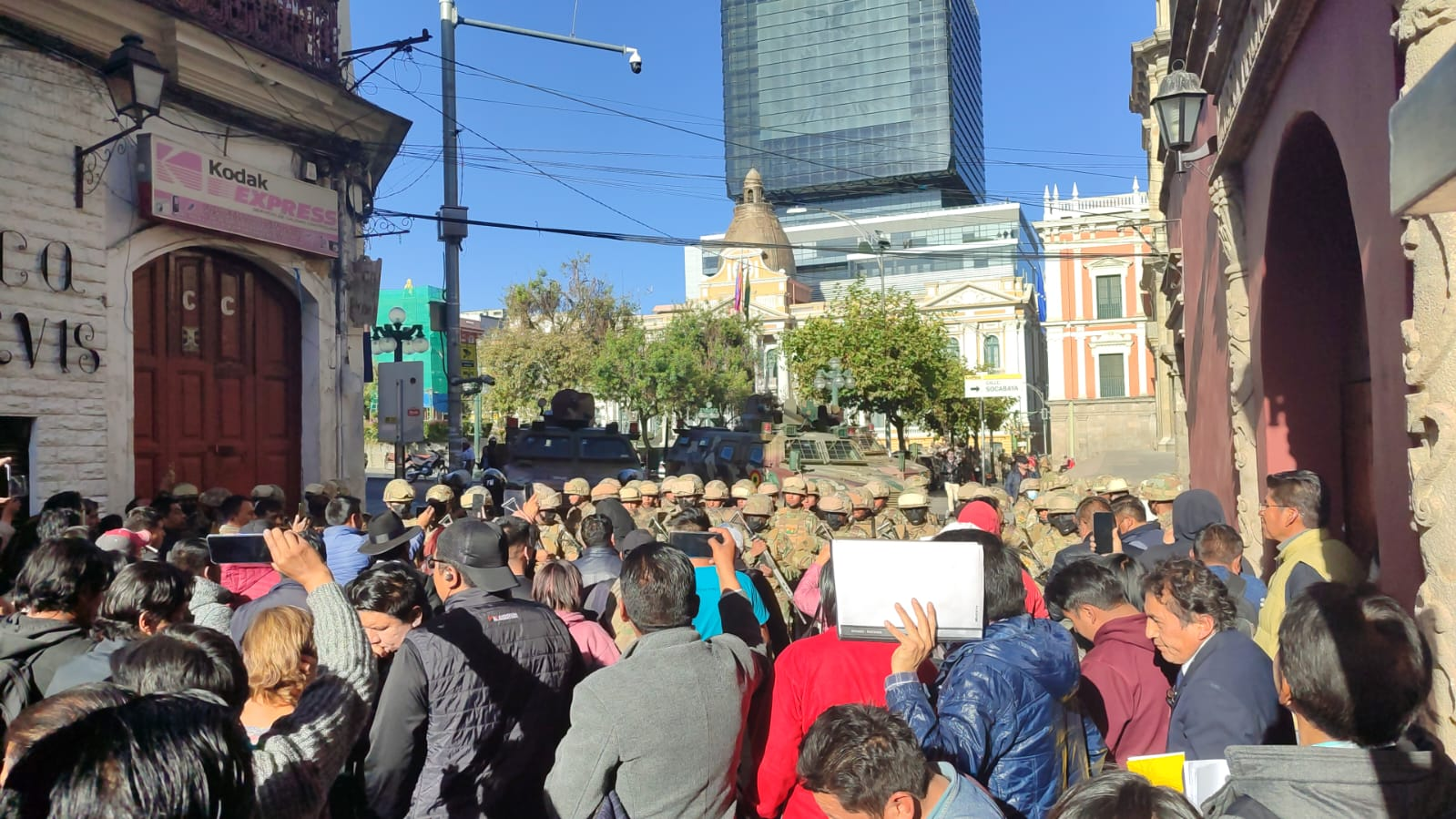
Plaza Murillo – Einsatzkräfte während des Putschversuches

Der Putschversuch in Bolivien war ein gescheiterter Militärputsch am 26. Juni 2024, bei dem drei Generäle der bolivianischen Streitkräfte versuchten, die bolivianische Regierung unter Luis Arce zu stürzen. Die drei Generäle waren der Tags zuvor abgesetzte Befehlshaber der Streitkräfte Juan José Zúñiga, Juan Arnez Salvador (ehemaliger Befehlshaber der Marine) und der General Edison Alejandro Irahola Caero. Als Strategieverantwortlicher soll der evangelikale Aníbal Aguilar Gómez gewirkt haben, der Bruder des ehemaligen Bildungsministers Roberto Aguilar unter Evo Morales.
Am Tag des Putschversuches sammelten sich Soldaten auf der Plaza Murillo vor dem Präsidentenpalast Casa Grande del Pueblo. Ein gepanzertes Fahrzeug rammte die Tür des Gebäudes, das von etwa 200 Soldaten gestürmt wurde. José Wilson Sánchez, der Nachfolger von Zúñiga als Oberbefehlshaber der Streitkräfte, forderte die Soldaten erfolgreich auf, abzuziehen. Die drei Putschistengeneräle wurden festgenommen, außerdem noch weitere Offiziere und der Fahrer des gepanzerten Fahrzeugs. Insgesamt vermeldete der Innenminister Eduardo Del Castillo 21 Festnahmen im Zusammenhang mit dem Putschversuch.
Zúñiga behauptete bei seiner Verhaftung, dass der Präsident Luis Arce einen Selbstputsch inszenieren wollte. So zitierte Zúñiga Arce mit: „The president told me: ‚The situation is very screwed up, very critical. It is necessary to prepare something to raise my popularity.‘“ (Zu deutsch: „Der Präsident sagte mir: ‚Die Situation ist sehr verkorkst, sehr kritisch. Es ist notwendig, etwas vorzubereiten, um meine Popularität zu steigern“). Der Präsident und der Innenminister Castillo dementierten, mit den Putschisten kooperiert zu haben. Stattdessen sagte Castillo, es gehe Zúñiga einzig darum, die Macht an sich zu reißen. Die These eines Selbstputsches vertrat auch Boliviens ehemaliger Präsident Evo Morales.
Bei dem Putschversuch kam es zu 14 Verletzten.